# 世田谷区立中里小学校
世田谷区立中里小学校（せたがやくりつなかざとしょうがっこう）は、東京都世田谷区三軒茶屋1丁目にある公立小学校。

## 沿革
- 1930年（昭和5年） - 「東京府昭和尋常小学校」として開校。開校時点の児童数362名・学級数7。
- 1932年（昭和7年） - 「東京市駒沢昭和尋常小学校」と改称。
- 1940年（昭和15年） - 東京市駒繋小学校開校により、児童517名、教員9名が異動。
- 1941年（昭和16年） - 国民学校令により、「東京市中里国民学校」と改称。
- 1944年（昭和19年） - 戦局の悪化により、長野県里山辺村に児童470名、教員23名が集団学童疎開する。
- 1945年（昭和20年） - 空襲により、校舎が半壊する被害が出た。
- 1947年（昭和22年） - 学制改革により、「東京都世田谷区立中里小学校」と改称。
- 1952年（昭和27年）4月[2] - 三軒茶屋小学校開校により児童470名、教員8名が異動。
- 1961年（昭和36年） - カナダ・ウィニペグ市グラッドストーン校と姉妹校になる。
- 1962年（昭和37年） - 長野県松本市立山辺小学校と姉妹校になる。
- 1970年（昭和45年） - 開校40周年記念式典挙行。
- 1975年（昭和50年） - 校舎改築竣工。
- 1980年（昭和55年） - 開校50周年記念式典挙行。
- 1990年（平成2年） - 開校60周年記念式典挙行。
- 2000年（平成12年） - 開校70周年記念式典挙行。
- 2003年（平成15年） - 新BOP開設。
- 2005年（平成17年） - 開校75周年記念イベント・展覧会開催。
- 2007年（平成19年） - 特別支援学級（通級）開設。
- 2008年（平成20年） - 耐震改築工事着工。
- 2011年（平成23年） - 新校舎落成と開校80周年記念の両式典挙行。同年、新プールと新校庭完成。
- 2012年（平成24年） - ユネスコスクールとして承認。
- 2015年（平成27年） - 開校85周年記念式典挙行。同年、オリンピック・パラリンピック教育推進校となる。戦後70年姉妹校松本市立山辺小学校訪問。
- 2016年（平成28年） - すまいるルーム開設。

## 行事
- 4月 - 入学式
- 5月 - 中里スポーツフェスタ
- 10月 - 連合運動会
- 11月 - アーツフェスタ
- 3月 - 卒業式

## 通学区域
- 三軒茶屋1丁目[3]
- 下馬2丁目（13～22番・33～38番）[3]
- 下馬3丁目（26～31番・33～38番）[3]
- 太子堂1丁目（13番(1～16号・20号・22号以降)、14～16番）[3]

## 進学先中学校
公立中学校に進学する場合
- 世田谷区立三宿中学校[4]

## アクセス
- 東急バス「黒06」系統、
  - 三軒茶屋経由目黒駅行で、「住宅前」バス停下車後、正門まで徒歩約190m・約3分。
  - 祐天寺駅経由目黒駅行で、「明治薬科大学」バス停下車後、裏門まで徒歩約240m・約4分。